# Hans Nyberg
Hans Olof Samuel Nyberg, född 10 juli 1945, är en svenska kantor, musikförläggare och tonsättare. Han var bosatt på Hemsön i Ångermanland.

## Biografi
Hans Nyberg föddes 10 juli 1945. Han grundade 1 mars 1991 företaget Art Case Sweden Aktiebolag.

## Musikverk

### Psalmer
- Barn och stjärnor, musiken skrevs 1991.[2]
- Lär mig höra din röst, musiken skrevs 1997.[2]